# 밍지뇨
밍지뇨(버마어: မင်းကြီးညို 밍지뇨, 1459년 ~ 1530년)는 미얀마 따웅우 왕조의 창시자이자 제1대 왕(재위 : 1510년 10월 16일 ~ 1530년 11월 24일)이다.